# Едді Едвардс (тенісист)
Едді Едвардс (англ. Eddie Edwards; нар. 3 липня 1956) — колишній південноафриканський тенісист.
Найвищу одиночну позицію світового рейтингу — 42 місце досяг 14 липня 1986, парну — 40 місце — 18 липня 1988 року.
Здобув 1 одиночний та 4 парні титули.
Найвищим досягненням на турнірах Великого шолома було 4 коло в одиночному розряді.

## Фінали за кар'єру

### Одиночний розряд: 1 (1 перемога)
| Результат | W/L | Дата     | Турнір              | Покриття | Суперник   | Рахунок  |
| --------- | --- | -------- | ------------------- | -------- | ---------- | -------- |
| Перемога  | 1–0 | Гру 1985 | Аделаїда, Австралія | Трава    | Пітер Дуен | 6–2, 6–4 |

### Парний розряд (4–5)
| Результат | W/L | Дата     | Турнір                      | Покриття  | Партнер            | Суперники                       | Рахунок       |
| --------- | --- | -------- | --------------------------- | --------- | ------------------ | ------------------------------- | ------------- |
| Перемога  | 1–0 | Вер 1980 | Борнмут, Велика Британія    | Ґрунт     | Крейґ Едвардс      | Ендрю Джарретт Джонатан Сміт    | 6–3, 6–7, 8–6 |
| Поразка   | 1–1 | Січ 1981 | Аделаїда, Австралія         | Трава     | Крейґ Едвардс      | Колін Діблі Джон Джеймс         | 3–6, 4–6      |
| Поразка   | 1–2 | Бер 1981 | Штутгарт, Західна Німеччина | Тверде    | Крейґ Едвардс      | Бастер Моттрам Нік Савіано      | 6–3, 1–6, 2–6 |
| Перемога  | 2–2 | Гру 1982 | Мельбурн, Австралія         | Трава     | Джонатан Сміт      | Бродерік Дайк Вейн Гемпсон      | 7–6, 6–3      |
| Перемога  | 3–2 | Бер 1984 | Мец, Франція                | Килим     | Дані Віссер        | Вейн Гемпсон Веллі Месур        | 3–6, 6–4, 6–2 |
| Перемога  | 4–2 | Чер 1985 | Бристоль, Велика Британія   | Трава     | Дані Віссер        | Джон Александер Расселл Сімпсон | 6–4, 7–6      |
| Поразка   | 4–3 | Лип 1985 | Лівінгстон, США             | Тверде    | Дані Віссер        | Майк Де Палмер Пітер Дуен       | 3–6, 4–6      |
| Поразка   | 4–4 | Бер 1986 | Чикаго, США                 | Килим (i) | Франсіско Гонсалес | Кен Флек Роберт Сегусо          | 0–6, 5–7      |
| Поразка   | 4–5 | Лип 1986 | Ньюпорт, США                | Трава     | Франсіско Гонсалес | Віджай Амрітрадж Тім Вілкінсон  | 6–4, 5–7, 6–7 |